# Filetia
Filetia là chi thực vật có hoa trong họ Acanthaceae.